# Jogos Olímpicos de Inverno da Juventude de 2020
Os Jogos Olímpicos de Inverno da Juventude de 2020 (em francês: Les IIIe Jeux olympiques de la jeunesse d'hiver; em alemão: Olympische Jugend-Winterspiele 2020; em italiano: I Giochi olimpici giovanili invernali; e em romanche: Gieus olimpics da giuvenils d'enviern 2020) foram a terceira edição da Olimpíada da Juventude de Inverno, sendo realizados em Lausanne, Suíça, entre 9 e 22 de janeiro. Consistiram num evento multidesportivo internacional para os mais jovens, que simultaneamente é um festival cultural para os participantes.

## Processo de eleição
As candidaturas foram entregues até 28 de novembro de 2013, com as cidades candidatas a serem reveladas em 5 de dezembro de 2014. Lausanne foi eleita como cidade sede em 31 de julho de 2015 ao superar por 71 votos a 10 a candidatura de Brașov, na Romênia.
| Lausanne | Suíça   | 71 |
| Brașov   | Roménia | 10 |

## Organização

### Ingressos
Foi anunciado em 9 de janeiro de 2019 que todos os eventos, com exceção da cerimônia de abertura e da cerimônia de encerramento, seriam de acesso livre ao público.

## Locais de competição

### Lausanne
- Vaudoise Aréna – Cerimônias de abertura e encerramento, finais do hóquei no gelo;
- Arena temporária do CIG de Malley – patinação de velocidade em pista curta;
- Campus de Lausanne – Vila Olímpica I;
- Le Flon – Cerimônias de medalhas.[6]

### Jura
- Prémanon, França – salto de esqui, biatlo, combinado nórdico;
- Le Brassus – Esqui cross-country.[6]

### Alpes
- Leysin – Esqui estilo livre (halfpipe e slopestyle) e snowboard (halfpipe e slopestyle);
- Les Diablerets – Esqui alpino;
- Villars-sur-Ollon – esqui estilo livre (ski cross), snowboard (snowboard cross) e esqui-alpinismo;
- Champéry – Curling;
- Saint Moritz – Patinação de velocidade, bobsleigh, skeleton, luge, Vila Olímpica II e cerimônias de medalhas.[6]

## Marketing

### Mascote
"Yodli", o mascote oficial dos Jogos, foi anunciado em 8 de janeiro de 2019 no CIG de Malley, antes de uma partida de hóquei no gelo entre Lausanne HC and HC Davos. Yodli é um híbrido de uma vaca, um cachorro São-bernardo e uma cabra e foi criado pela agência ERACOM.

## Esportes
O programa dos Jogos Olímpicos de Inverno da Juventude de 2020 foi composto por oito esportes e 16 disciplinas. O esqui-alpinismo e o combinado nórdico feminino fizeram parte de um evento olímpico pela primeira vez. Dentre as demais provas, esta foi a primeira aparição do evento das duplas femininas no luge e de um torneio de hóquei no gelo com o formato 3x3 (com times compostos por equipes de Comitês Olímpicos Nacionais mistos).
| - Biatlo - Bobsleigh - Combinado nórdico - Curling - Esqui-alpinismo - Esqui alpino - Esqui cross-country - Esqui estilo livre | - Luge - Hóquei no gelo - Patinação artística - Patinação de velocidade - Patinação de velocidade em pista curta - Salto de esqui - Skeleton - Snowboard |

## Nações participantes
Um total de 1 872 atletas de 79 nações qualificaram-se para os Jogos, o maior número de Comitês Olímpicos Nacionais representados numa edição de Jogos Olímpicos da Juventude até então. Doze CONs fizeram sua estreia em uma edição de Jogos Olímpicos da Juventude de Inverno: Albânia, Azerbaijão, Equador, Haiti, Hong Kong, Kosovo, Paquistão, Qatar, Singapura, Tailândia, Trinidad e Tobago e Turcomenistão. Abaixo a lista de todos os CONs participantes e entre parêntesis o número de atletas por delegação:
- RSA África do Sul (2)
- ALB Albânia (1)
- GER Alemanha (90)
- AND Andorra (3)
- ARG Argentina (16)
- ARM Armênia (1)
- AUS Austrália (33)
- AUT Áustria (63)
- AZE Azerbaijão (1)
- BEL Bélgica (9)
- BLR Bielorrússia (19)
- BIH Bósnia e Herzegovina (9)
- BRA Brasil (12)
- BUL Bulgária (18)
- CAN Canadá (78)
- QAT Catar (1)
- KAZ Cazaquistão (26)
- CHI Chile (8)
- CHN China (53)
- CYP Chipre (1)
- COL Colômbia (2)
- KOR Coreia do Sul (40)
- CRO Croácia (10)
- DEN Dinamarca (26)
- ECU Equador (1)
- SVK Eslováquia (49)
- SLO Eslovênia (39)
- ESP Espanha (24)
- USA Estados Unidos (96)
- EST Estônia (25)
- PHI Filipinas (2)
- FIN Finlândia (52)
- FRA França (61)
- GEO Geórgia (10)
- GBR Grã-Bretanha (28)
- GRE Grécia (12)
- HAI Haiti (1)
- HKG Hong Kong (4)
- HUN Hungria (23)
- IRI Irã (6)
- IRL Irlanda (2)
- ISL Islândia (4)
- ISR Israel (3)
- ITA Itália (67)
- JPN Japão (72)
- KOS Kosovo (2)
- LAT Letônia (30)
- LIB Líbano (3)
- LIE Liechtenstein (5)
- LTU Lituânia (15)
- LUX Luxemburgo (4)
- MAS Malásia (2)
- MEX México (7)
- MDA Moldávia (5)
- MGL Mongólia (6)
- MNE Montenegro (2)
- NOR Noruega (55)
- NZL Nova Zelândia (20)
- NED Países Baixos (15)
- PAK Paquistão (1)
- POL Polônia (45)
- POR Portugal (2)
- KGZ Quirguistão (2)
- CZE Chéquia (74)
- MKD Macedônia do Norte (5)
- ROU Romênia (35)
- RUS Rússia (106)
- SMR San Marino (1)
- SRB Sérvia (6)
- SGP Singapura (3)
- SWE Suécia (51)
- SUI Suíça (112)
- THA Tailândia (3)
- TPE Taipé Chinês (14)
- TTO Trinidad e Tobago (1)
- TKM Turcomenistão (1)
- TUR Turquia (14)
- UKR Ucrânia (39)
- UZB Uzbequistão (1)

## Quadro de medalhas
País sede destacado.
| Ordem | País                       | Medalha de ouro | Medalha de prata | Medalha de bronze |     |
| ----- | -------------------------- | --------------- | ---------------- | ----------------- | --- |
| 1     | RUS Rússia                 | 10              | 11               | 8                 | 29  |
| 2     | SUI Suíça                  | 10              | 6                | 8                 | 24  |
| 3     | JPN Japão                  | 9               | 7                | 1                 | 17  |
| –     | MIX Equipes de CONs mistos | 6               | 6                | 6                 | 18  |
| 4     | SWE Suécia                 | 6               | 4                | 7                 | 17  |
| 5     | AUT Áustria                | 6               | 2                | 5                 | 13  |
| 6     | GER Alemanha               | 5               | 7                | 6                 | 18  |
| 7     | KOR Coreia do Sul          | 5               | 3                |                   | 8   |
| 8     | NOR Noruega                | 4               | 2                | 3                 | 9   |
| 9     | CHN China                  | 3               | 3                | 4                 | 10  |
| 10    | FRA França                 | 2               | 5                | 5                 | 12  |
| 11    | USA Estados Unidos         | 2               | 3                | 6                 | 11  |
| 12    | ITA Itália                 | 2               | 3                | 3                 | 8   |
| 13    | NED Países Baixos          | 2               | 2                | 1                 | 5   |
| 14    | ROU Romênia                | 2               |                  |                   | 2   |
| 15    | CAN Canadá                 | 1               | 2                | 5                 | 8   |
| 16    | LAT Letônia                | 1               | 2                | 2                 | 5   |
| 17    | CZE Chéquia                | 1               | 2                | 1                 | 4   |
| 18    | FIN Finlândia              | 1               | 2                |                   | 3   |
| 19    | ESP Espanha                | 1               | 1                | 3                 | 5   |
| 20    | AUS Austrália              | 1               |                  |                   | 1   |
|       | BEL Bélgica                | 1               |                  |                   | 1   |
|       | EST Estônia                | 1               |                  |                   | 1   |
|       | POL Polônia                | 1               |                  |                   | 1   |
| 24    | SLO Eslovênia              |                 | 2                |                   | 2   |
| 25    | ISR Israel                 |                 | 1                | 1                 | 2   |
|       | SVK Eslováquia             |                 | 1                | 1                 | 2   |
| 27    | COL Colômbia               |                 | 1                |                   | 1   |
|       | GBR Grã-Bretanha           |                 | 1                |                   | 1   |
| 29    | BLR Bielorrússia           |                 |                  | 1                 | 1   |
|       | GEO Geórgia                |                 |                  | 1                 | 1   |
|       | LIE Liechtenstein          |                 |                  | 1                 | 1   |
|       | NZL Nova Zelândia          |                 |                  | 1                 | 1   |
|       | UKR Ucrânia                |                 |                  | 1                 | 1   |
| TOTAL | TOTAL                      | 83              | 79               | 81                | 243 |